# Sadovo
Sadovo (búlgaro:Садово) é uma cidade da Bulgária, localizada no distrito de Plovdiv. A sua população era de 2,507 habitantes segundo o censo de 2010.

## População
| Sadovo | Sadovo | Sadovo | Sadovo | Sadovo | Sadovo | Sadovo | Sadovo | Sadovo | Sadovo | Sadovo | Sadovo | Sadovo | Sadovo | Sadovo | Sadovo | Sadovo | Sadovo | Sadovo | Sadovo |
| --- | ------ | ------ | ------ | ------ | ------ | ------ | ------ | ------ | ------ | ------ | ------ | ------ | ------ | ------ | ------ | ------ | ------ | ------ | ------ |
| Ano | 1887   | 1910   | 1934   | 1946   | 1956   | 1965   | 1975   | 1985   | 1992   | 2001   | 2002   | 2003   | 2004   | 2005   | 2006   | 2007   | 2008   | 2009   | 2010   |
| População |        |        |        | …      | …      | …      | 5,593  | 5,318  | 2,647  | 2,612  | 2,609  | 2,619  | 2,613  | 2,571  | 2,551  | 2,547  | 2,500  | 2,511  | 2,507  |
| Fontes: Instituto Nacional de Estatísticas, „citypopulation.de“, „pop-stat.mashke.org“, Bulgarian Academy of Sciences |        |        |        |        |        |        |        |        |        |        |        |        |        |        |        |        |        |        |        |